# Курск — Восточный
Курск — Восточный им. М.И. Гуревича — международный аэропорт города Курск, расположен в 7 км к востоку от центра города. C 24 февраля 2022 года работа аэропорта приостановлена.

## История
С 1940 года на аэродроме сформирована 48-я дальне-бомбардировочная авиационная дивизия, полки которой располагались на полевых аэродромах аэроузла Курск.
С марта 1958 года по апрель 1961 года на аэродроме базировался 178-й истребительный авиационный полк ПВО на самолётах МиГ-15 и МиГ-17. Полк перебазировался с аэродрома Орешкино (город Калуга) и выполнял задачи противовоздушной обороны, входя в состав 15-й гвардейской истребительной авиационной дивизии до своего расформирования.
С апреля 1979 года до своего расформирования 1 мая 1998 года на аэродроме базировался 472-й истребительный авиационный полк ПВО на самолетах МиГ-23С, выполняя задачи противовоздушной обороны, входя в состав 7-го корпуса ПВО (с 1994 года - 7-й дивизии ПВО).
14 мая 2021 года аэропорту присвоено имя советского инженера-авиаконструктора Михаила Гуревича.
Из-за вторжения России на Украину с 03:45 24 февраля по настоящее время введён запрет на все полёты из аэропорта. В ноябре 2024 года Украина нанесла по аэродрому Халино удар ракетами ATACMS.

## Современное состояние
Является аэродромом совместного базирования (используется как гражданской, так и военной авиацией), допущен к приёму и выпуску международных рейсов.
С 14 мая 1999 года на аэродроме базируется 14-й гвардейский истребительный авиационный Ленинградский Краснознамённый ордена Суворова полк имени А. А. Жданова Западного военного округа, на вооружении которого стоят самолёты Су-30СМ. Аэродром именуется Халино — по названию одноимённого поселка Халино рядом с аэродромом.

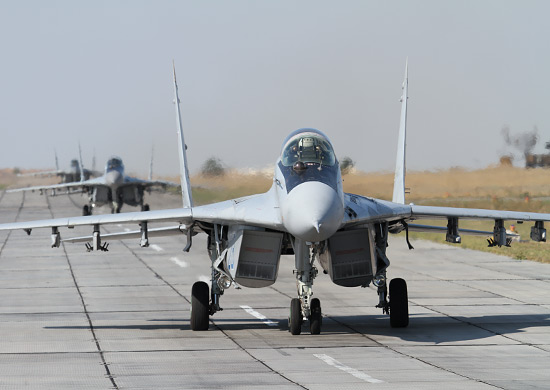
МиГ-29 СМТ 14-го гвардейского иап на учениях «Кавказ-2016». 7 сентября 2016 г.

## Принимаемые типыВС
Аэродром «Курск (Восточный)» способен принимать самолёты Ил-76 (1 вылет в сутки), Ту-154 (1 вылет в сутки), Boeing 737-500 (3 вылета в неделю), Ту-134, Sukhoi Superjet 100 (1 вылет в сутки), Як-42, Ту-204 и др. типы ВС 3-4 класса, вертолёты всех типов. Максимальный взлётный вес воздушного судна 190 тонн. Классификационное число ВПП (PCN) 22/R/A/X/T.

## Показатели деятельности
Данные из запроса в Викиданные.
| год             | 2014 | 2015 | 2016 | 2017 | 2018 | 2019 | 2020 | 2021 | 2022  |
| тыс. пассажиров | 37,2 | 35,5 | 30,5 | 32,9 | 32   | 38,2 | 56,2 | 103  | 103,2 |
| Источники:      |      |      |      |      |      |      |      |      |       |

## Маршрутная сеть
| Авиакомпания | Пункты назначения                                                                | Самолёт     |
| ------------ | -------------------------------------------------------------------------------- | ----------- |
| РусЛайн      | Минеральные Воды, Москва (Внуково), Санкт-Петербург Сезонные: Симферополь, Сочи. | CRJ-100/200 |
| ИрАэро       | Симферополь                                                                      | SSJ-100     |

## Происшествия
- 9 января 2015 года у самолёта Ан-24РВ Псковских авиалиний (бортовой номер RA-47697), совершавшего рейс ЛП1961 из Санкт-Петербурга в Курск, при посадке лопнули 2 пневматика колёс основных стоек. К этому моменту лайнер уже погасил скорость, поэтому никаких серьёзных последствий происшествие не имело. Пострадавших среди пассажиров и членов экипажа не было[16][17].
- 6 декабря 2022 года, на фоне вторжения России на Украину, в аэропорту загорелось нефтехранилище. Курский губернатор обвинил в возгорании удар украинского беспилотника[18].
- 27 августа 2023 года аэропорт атакован беспилотниками, были повреждены несколько самолётов и элементы ПВО[19][20].
- 24 ноября 2024 года аэропорт атакован беспилотниками и ракетами ВСУ, повреждено здание аэропорта и взлетная полоса.